# 雷根氏上棘鮠
雷根氏上棘鮠，為輻鰭魚綱鯰形目鼬鯰科的其中一種，為熱帶淡水魚，分布於南美洲亞馬遜河及Oyapock河流域，體長可達11.4公分，棲息在底層水域，生活習性不明。